# National Challenge Cup de 1973
A National Challenge Cup de 1973 foi a 60ª temporada da competição futebolística mais antiga dos Estados Unidos. Elizabeth Soccer Club entra na competição defendendo o título.
O campeão da competição foi o Maccabi Los Angeles conquistando seu primeiro título, e o vice campeão foi o Inter-Italian.

## Participantes
| Entram na Primeira Fase |
| - Bavarian Blue Ribbon - Boston Astros - Big Four Chevrolet SC - Canonsburg - Chicago Croatian - Cincinnati Kolping - Dalmatinac SC - Denver Kickers - Doxa SC - Fall River S.C. - Greek American AA - Greek-American AC - Hartford Hellenic - Inter-Italian - Inter Hope - Maccabi Los Angeles - Minneapolis Polonia - Montebello Homenetmen - New Haven City - New York Hota Bavarian SC - Olympia Olys - Philadelphia United German-Hungarians - Ukrainian Nationals - Rainier Brewers - San Jose Portuguese - St. Stephens - Tower Ford Casa Bianca - Tulsa Internationals - UASC Lions - Washington Internationals - Yugoslav American - St. Louis Kutis SC |

## Premiação
| National Challenge Cup de 1973          |
| --------------------------------------- |
| Maccabi Los Angeles Campeão (1º título) |